# Steven Séance
Steven Séance (Saint-Denis, 20 febbraio 1992) è un calciatore francese naturalizzato haitiano, difensore del La Roche e della nazionale haitiana.

## Carriera

### Club
Ha giocato tra la terza e la quinta divisione francese.

### Nazionale
Il 25 marzo 2021 ha esordito con la nazionale haitiana giocando l'incontro vinto 2-0 contro il Belize, valido per le qualificazioni al campionato mondiale di calcio 2022, dove ha realizzato la rete del definitivo 2-0.
Ha partecipato alla CONCACAF Gold Cup 2023.

## Statistiche

### Presenze e reti nei club
Statistiche aggiornate al 24 marzo 2022.
| Stagione        | Squadra                | Campionato      | Campionato | Campionato | Coppe nazionali | Coppe nazionali | Coppe nazionali | Coppe continentali | Coppe continentali | Coppe continentali | Altre coppe | Altre coppe | Altre coppe | Totale | Totale |
| Stagione        | Squadra                | Comp            | Pres       | Reti       | Comp            | Pres            | Reti            | Comp               | Pres               | Reti               | Comp        | Pres        | Reti        | Pres   | Reti   |
| --------------- | ---------------------- | --------------- | ---------- | ---------- | --------------- | --------------- | --------------- | ------------------ | ------------------ | ------------------ | ----------- | ----------- | ----------- | ------ | ------ |
| 2015-2016       | Olympique Noisy-le-Sec | CFA2            | 20         | 0          |                 | -               | -               |                    | -                  | -                  |             | -           | -           | 20     | 0      |
| 2016-2017       | Olympique Noisy-le-Sec | CFA2            | 26         | 3          |                 | -               | -               |                    | -                  | -                  |             | -           | -           | 26     | 3      |
| 2017-2018       | Olympique Noisy-le-Sec | N3              | 21         | 1          |                 | -               | -               |                    | -                  | -                  |             | -           | -           | 21     | 1      |
| 2018-2019       | Avranches              | N               | 28         | 0          | CF              | 0               | 0               |                    | -                  | -                  |             | -           | -           | 28     | 0      |
| 2019-2020       | Avranches              | N               | 15         | 2          |                 | -               | -               |                    | -                  | -                  |             | -           | -           | 15     | 2      |
| 2020-2021       | Avranches              | N               | 21         | 4          | CF              | 1               | 0               |                    | -                  | -                  |             | -           | -           | 22     | 4      |
| feb.-giu. 2022  | Paris 13 Atletico      | N2              | 6          | 0          |                 | -               | -               |                    | -                  | -                  |             | -           | -           | 6      | 0      |
| Totale carriera | Totale carriera        | Totale carriera | 137        | 10         |                 | 1               | 0               |                    | -                  | -                  |             | -           | -           | 138    | 10     |

### Cronologia presenze e reti in nazionale
| Cronologia completa delle presenze e delle reti in nazionale ― Haiti | Cronologia completa delle presenze e delle reti in nazionale ― Haiti | Cronologia completa delle presenze e delle reti in nazionale ― Haiti | Cronologia completa delle presenze e delle reti in nazionale ― Haiti | Cronologia completa delle presenze e delle reti in nazionale ― Haiti | Cronologia completa delle presenze e delle reti in nazionale ― Haiti | Cronologia completa delle presenze e delle reti in nazionale ― Haiti | Cronologia completa delle presenze e delle reti in nazionale ― Haiti |
| Data                                                                 | Città                                                                | In casa                                                              | Risultato                                                            | Ospiti                                                               | Competizione                                                         | Reti                                                                 | Note                                                                 |
| -------------------------------------------------------------------- | -------------------------------------------------------------------- | -------------------------------------------------------------------- | -------------------------------------------------------------------- | -------------------------------------------------------------------- | -------------------------------------------------------------------- | -------------------------------------------------------------------- | -------------------------------------------------------------------- |
| 25-3-2021                                                            | Port-au-Prince                                                       | Haiti                                                                | 2 – 0                                                                | Belize                                                               | Qual. Mondiali 2022                                                  | 1                                                                    |                                                                      |
| 12-10-2023                                                           | Paramaribo                                                           | Suriname                                                             | 1 – 1                                                                | Haiti                                                                | CONCACAF Nations League 2023-2024 - 1º turno                         | -                                                                    | 63’                                                                  |
| Totale                                                               |                                                                      | Presenze                                                             | 2                                                                    |                                                                      | Reti                                                                 | 1                                                                    |                                                                      |